# Michiyo Ōkusu
Michiyo Ōkusu (大楠道代, Ōkusu Michiyo), née le 27 février 1946 à Tianjin, est une actrice japonaise. Son vrai nom est Michiyo Yasuda (安田道代, Yasuda Michiyo).

## Biographie
Michiyo Yasuda est repérée par la Nikkatsu alors qu'elle est encore étudiante, elle fait ses débuts au cinéma en 1964 dans Kaze to ki to sora to d'Akinori Matsuo. Sur les recommandations de Shintarō Katsu, elle rejoint la Daiei en 1966, elle tourne dix films cette année-là et est récompensée par un Elan d'or Award for Newcomer of the Year (en). Elle prend le nom de Michiyo Ōkusu après son mariage en 1976.
Michiyo Ōkusu a tourné dans plus de 65 films au cinéma depuis 1964,.

## Filmographie partielle
- 1964 : Kaze to ki to sora to (風と樹と空と?) d'Akinori Matsuo
- 1966 : La Vision de la vierge (処女が見た, Shojo ga mita?) de Kenji Misumi[3]
- 1966 : Comme une fleur des champs (野菊のごとき君なりき, Nogiku no gotoki kimi nariki?) de Sōkichi Tomimoto (ja)
- 1966 : Point de congélation (氷点, Hyōten?) de Satsuo Yamamoto
- 1966 : Satsujinsha (殺人者?) de Kimiyoshi Yasuda
- 1966 : Le Petit fuyard (小さい逃亡者, Chiisai tōbōsha?) de Teinosuke Kinugasa et Eduard Bocharov
- 1967 : La Chatte japonaise (痴人の愛, Chijin no ai?) de Yasuzō Masumura : Naomi
- 1967 : Sanbiki no onna tobakushi (三匹の女賭博師?) de Shigeo Tanaka
- 1968 : Akumyō jūhachiban (悪名十八番?) de Kazuo Mori
- 1968 : Onna tobakushi norikomu (女賭博師乗り込む?) de Shigeo Tanaka
- 1968 : Le Deuxième Sexe (セックス・チェック 第二の性, Sekkusu chekku: Daini no sei?) de Yasuzō Masumura
- 1968 : Hiroku onnagura (秘録おんな蔵?) de Kazuo Mori
- 1968 : Zoku hiroku onna rō (続・秘録おんな牢?) de Kimiyoshi Yasuda
- 1968 : Onna tobakushi midaretsubo (女賭博師みだれ壺?) de Shigeo Tanaka
- 1969 : Shutsugoku yonjū hachi jikan (出獄四十八時間?) de Kazuo Mori
- 1969 : Kantō onna gokudō (関東おんな極道?) de Kazuo Mori
- 1969 : Kantō onna akumyō (関東おんな悪名?) de Kazuo Mori
- 1969 : Onna Sazen: Nuretsubame katate giri (女左膳 濡れ燕片手斬り?) de Kimiyoshi Yasuda
- 1970 : Shinobi no shū (忍びの衆?) de Kazuo Mori
- 1970 : Onna gokuakuchō (おんな極悪帖?) de Kazuo Ikehiro : Ogin
- 1971 : Shin onna tobakushi tsubo gure hada (新女賭博師 壺ぐれ肌?) de Kenji Misumi
- 1972 : Le Nouveau Soldat yakuza : la ligne de feu (新兵隊やくざ 火線, Shin heitai yakuza: Kasen?) de Yasuzō Masumura
- 1973 : Baby Cart : Le Territoire des démons (子連れ狼 冥府魔道, Kozure Ōkami: Meifumadō?) de Kenji Misumi : Shiranui
- 1974 : Kigeki damashi no jingi (喜劇 だましの仁義?) de Jun Fukuda
- 1975 : Éclipse solaire (金環蝕, Kinkanshoku?) de Satsuo Yamamoto
- 1980 : Mélodie tzigane (ツィゴイネルワイゼン, Tsigoineruwaizen?) de Seijun Suzuki
- 1980 : Nippon keishi-chō no haji to iwareta futari: Keiji chindōchū (ニッポン警視庁の恥といわれた二人 刑事珍道中?) de Kōsei Saitō
- 1981 : Brumes de chaleur (陽炎座, Kagerō-za?) de Seijun Suzuki
- 1987 : Bedtime Eyes (ベッドタイムアイズ, Beddo taimu aizu?) de Tatsumi Kumashiro
- 1987 : Shinran ou la voix immaculée (親鸞 白い道, Shinran: Shiroi michi?) de Rentarō Mikuni : Keishin, la femme de Shinran
- 1987 : Les Complexées (BU・SU, Busu?) de Jun Ichikawa
- 1990 : Tekken (鉄拳?) de Junji Sakamoto
- 1991 : Yumeji (en) (夢二, Yumeji?) de Seijun Suzuki
- 1998 : Orokamono: Kizu darake no tenshi (愚か者 傷だらけの天使?) de Junji Sakamoto
- 2000 : Le Visage (顔, Kao?) de Junji Sakamoto : Ritsuko Nakagami
- 2003 : Zatoichi (座頭市?) de Takeshi Kitano : tante O-Ume
- 2003 : Akame 48 Waterfalls (赤目四十八瀧心中未遂, Akame shijūyataki shinjūmisui?) de Genjirō Arato : Seiko
- 2005 : Le Jardin suspendu (空中庭園, Kūchū teien?) de Toshiaki Toyoda
- 2005 : Spring Snow (春の雪, Haru no yuki?) d'Isao Yukisada : Tadeshina
- 2008 : Jāji no futari (ジャージの二人?) de Yoshihiro Nakamura
- 2010 : The Fallen Angel (人間失格, Ningen shikkaku?) de Genjirō Arato
- 2011 : Someday (大鹿村騒動記, Ōshikamura sōdōki?) de Junji Sakamoto
- 2012 : I'm Flash! de Toshiaki Toyoda
- 2016 : Danchi (団地?) de Junji Sakamoto
- 2020 : Ichidomo uttemasen (一度も撃ってません?) de Junji Sakamoto

## Distinctions
Sauf indication contraire, les informations mentionnées dans cette section peuvent être confirmées par la base de données cinématographiques IMDb,  présente dans la section « Liens externes ».

### Récompenses
- 1966 : Elan d'or Award for Newcomer of the Year (en)[1]
- 1981 : prix de la meilleure actrice dans un second rôle pour son interprétation dans Mélodie tzigane aux Japan Academy Prize[4]
- 1981 : prix Kinema Junpō de la meilleure actrice dans un second rôle pour son interprétation dans Mélodie tzigane[5],[6]
- 1999 : prix Kinema Junpō de la meilleure actrice dans un second rôle pour son interprétation dans Orokamono: Kizu darake no tenshi[7]
- 2000 : prix de la meilleure actrice dans un second rôle pour son interprétation dans Le Visage aux Nikkan Sports Film Awards[8]
- 2001 : prix Kinema Junpō de la meilleure actrice dans un second rôle pour son interprétation dans Le Visage[9]
- 2004 : Blue Ribbon Award de la meilleure actrice dans un second rôle pour ses interprétations dans Zatoichi et Akame 48 Waterfalls[10]
- 2004 : prix Mainichi de la meilleure actrice dans un second rôle pour ses interprétations dans Zatoichi et Akame 48 Waterfalls[11]
- 2004 : prix Kinema Junpō de la meilleure actrice dans un second rôle pour ses interprétations dans Zatoichi et Akame 48 Waterfalls[12]
- 2012 : Prix Kinuyo Tanaka[13],[14]

### Nominations
- 2001 : prix de la meilleure actrice dans un second rôle pour son interprétation dans Le Visage aux Japan Academy Prize[15]
- 2004 : prix de la meilleure actrice dans un second rôle pour son interprétation dans Zatoichi aux Japan Academy Prize[16]
- 2006 : prix de la meilleure actrice dans un second rôle pour son interprétation dans Spring Snow aux Japan Academy Prize[17]

## Voix françaises
- Frédérique Cantrel dans Zatōichi (2003)